# 디오니 소리아노
디오니 소리아노(Dioni Soriano, 1982년 12월 30일 ~ )는 전 대한민국 최초의 독립 야구단 고양 원더스의 용병 선수이다.

## 중국 프로야구 시절
카프 아카데미의 육성을 받고서 2006년에 히로시마 도요 카프와 제휴하는 중국 야구 리그의 광둥 레오파스로 유파되었던 와중에는 2007년 1월에 연습생으로서 에스마일린 카리다드, 파체코와 함께 일본으로 방문하였다.

## 일본 독립 야구 시코쿠 시절
2007년 4월부터 시코쿠 규슈 아일랜드 리그에 파체코와 같이 파견선수로 활동하였으며, 2007년에는 고치 파이팅 독스, 2008년에는 나가사키 세인츠, 2009년 전반기의 조건으로 도쿠시마 인디고 삭스에 소속하여 0승 7패, 방어율 3.83으로의 성적을 남겼다. 시코쿠 리그의 총 성적은 87등판 7승 18패이다.

## 일본 프로야구 시절
2009년 7월 28일에 히로시마 도요 카프와 육성선수 계약을 체결하며 2군의 선발을 맡았었다.
2010년 5월 20일에 정식선수로 등록하며 등번호는 '125'에서 '99'로 변경하였다. 10월 1일, 한신 타이거스가 패배하였다면, 매직 1의 주니치 드래건스가 우승하는 시합에서 등판하여 첫 승과 완봉을 펼쳐냈으나, 주니치의 우승이 결정되었다. 그 후 히어로 인터뷰에서는 통역이 필요없이 유창한 일본어를 구사하며 분위기를 살려냈다.
2011년 9월 30일의 요미우리 자이언츠 전에서 야노 겐지에게 만루 홈런을 허용하였다고 1군에서 부진하였으며, 10월 22일에 구단에서 방출통보를 받고 12월 2일에 자유계약이 공시되었다.

## 대만 프로야구 시절
2012년 통이 세븐일레븐 라이온즈와 계약하였으나, 1군 출장과 2군 출장이 한 번도 없었다.

## 대한민국 독립 야구 시절
2013년 대한민국 최초의 독립 야구단 고양 원더스에 영입되어 독립 야구단 선수가 되었다.